# Coppa Nordamericana di skeleton 2005
La Coppa Nordamericana di skeleton 2005 è stata la quinta edizione del circuito continentale nordamericano di skeleton, manifestazione organizzata dalla Federazione Internazionale di Bob e Skeleton; è iniziata il 25 novembre 2004 a Calgary, in Canada, e si è conclusa il 30 gennaio 2005 a Lake Placid, negli Stati Uniti. Vennero disputate dodici gare: sei per le donne e altrettante per gli uomini in tre differenti località.
Vincitori dei trofei, conferiti agli atleti classificatisi per primi nel circuito, sono stati la statunitense Courtney Yamada nel singolo femminile e il connazionale Brady Canfield in quello maschile.

## Calendario
| Località    | Data                | Donne | Uomini |
| ----------- | ------------------- | ----- | ------ |
| Calgary     | 25–26 novembre 2004 | ●●    | ●●     |
| Park City   | 10–11 dicembre 2004 | ●●    | ●●     |
| Lake Placid | 29–30 gennaio 2005  | ●●    | ●●     |
| Totale      | Totale              | 6     | 6      |

## Risultati

### Donne
| Data             | Località    | Prime classificate                               | Seconde classificate        | Terze classificate           |
| ---------------- | ----------- | ------------------------------------------------ | --------------------------- | ---------------------------- |
| 25 novembre 2004 | Calgary     | Carla Pavan Canada                               | Courtney Yamada Stati Uniti | Jessica Palmer Stati Uniti   |
| 26 novembre 2004 | Calgary     | Courtney Yamada Stati Uniti e Carla Pavan Canada | non assegnato               | Katie Koczynski Stati Uniti  |
| 10 dicembre 2004 | Park City   | Katie Koczynski Stati Uniti                      | Jessica Palmer Stati Uniti  | Jody Barton Stati Uniti      |
| 11 dicembre 2004 | Park City   | Katie Koczynski Stati Uniti                      | Jessica Palmer Stati Uniti  | Jody Barton Stati Uniti      |
| 29 gennaio 2005  | Lake Placid | Tristan Gale Stati Uniti                         | Courtney Yamada Stati Uniti | Felicia Canfield Stati Uniti |
| 30 gennaio 2005  | Lake Placid | Felicia Canfield Stati Uniti                     | Courtney Yamada Stati Uniti | Tristan Gale Stati Uniti     |

### Uomini
| Data             | Località    | Primi classificati         | Secondi classificati       | Terzi classificati         |
| ---------------- | ----------- | -------------------------- | -------------------------- | -------------------------- |
| 25 novembre 2004 | Calgary     | Chris Hedquist Stati Uniti | Kelly Forbes Canada        | Keith Loach Canada         |
| 26 novembre 2004 | Calgary     | Ben Sandford Nuova Zelanda | Kevin Ellis Stati Uniti    | Kelly Forbes Canada        |
| 10 dicembre 2004 | Park City   | Jim Shea Stati Uniti       | Brady Canfield Stati Uniti | Brian McDonald Stati Uniti |
| 11 dicembre 2004 | Park City   | Jim Shea Stati Uniti       | Brady Canfield Stati Uniti | Kevin Ellis Stati Uniti    |
| 29 gennaio 2005  | Lake Placid | Chris Hedquist Stati Uniti | Brady Canfield Stati Uniti | Jim Shea Stati Uniti       |
| 30 gennaio 2005  | Lake Placid | Brady Canfield Stati Uniti | Chris Hedquist Stati Uniti | Stokes Aitken Stati Uniti  |

## Classifiche

### Donne
| Pos. | Atleta             | Nazione     | CAL-1 | CAL-2 | PKC-1 | PKC-2 | LAK-1 | LAK-2 | Punti |
| ---- | ------------------ | ----------- | ----- | ----- | ----- | ----- | ----- | ----- | ----- |
| 1    | Courtney Yamada    | Stati Uniti | 2     | 1     | 8     | 4     | 2     | 2     | 490   |
| 2    | Jody Barton        | Stati Uniti | 9     | 15    | 3     | 3     | 6     | 4     | 362   |
| 3    | Jessica Palmer     | Stati Uniti | 3     | 4     | 2     | 2     | -     | -     | 330   |
| 4    | Carla Pavan        | Canada      | 1     | 1     | -     | -     | 5     | 6     | 325   |
| 5    | Keslie Tomlinson   | Stati Uniti | 7     | 10    | 7     | 6     | 7     | 7     | 322   |
| 6    | Katie Koczynski    | Stati Uniti | DNS   | 3     | 1     | 1     | -     | -     | 280   |
| 7    | Amanda Bird        | Stati Uniti | 9     | 8     | 5     | 10    | 14    | 16    | 256   |
| 8    | Tash Ellison       | Canada      | 6     | 5     | -     | -     | 8     | 8     | 225   |
| 9    | Emma Lincoln-Smith | Australia   | 11    | 7     | 30    | 8     | 12    | 13    | 214   |
| 10   | Bree Boyer         | Stati Uniti | 5     | DNS   | -     | -     | 4     | 5     | 200   |

### Uomini
| Pos. | Atleta          | Nazione     | CAL-1 | CAL-2 | PKC-1 | PKC-2 | LAK-1 | LAK-2 | Punti |
| ---- | --------------- | ----------- | ----- | ----- | ----- | ----- | ----- | ----- | ----- |
| 1    | Brady Canfield  | Stati Uniti | DNS   | 6     | 2     | 2     | 2     | 1     | 460   |
| 2    | Chris Hedquist  | Stati Uniti | 1     | 5     | -     | -     | 1     | 2     | 355   |
| 3    | Jimmy Shea      | Stati Uniti | -     | -     | 1     | 1     | 3     | 5     | 345   |
| 4    | Mike Cline      | Stati Uniti | 10    | 11    | 5     | 6     | 7     | 7     | 316   |
| 5    | Keith Loach     | Canada      | 3     | 8     | 6     | 7     | 16    | 11    | 308   |
| 6    | Brian McDonald  | Stati Uniti | -     | -     | 3     | 4     | 6     | 4     | 280   |
| 7    | Maury Zuber     | Stati Uniti | 6     | 10    | 11    | 11    | 8     | 8     | 280   |
| 8    | Jovan Vujinovic | Canada      | 5     | 7     | 15    | 13    | 14    | 12    | 246   |
| 9    | Kevin Ellis     | Stati Uniti | DNS   | 2     | 4     | 3     | -     | -     | 240   |
| 10   | Mike Douglas    | Canada      | 7     | 12    | 13    | 8     | 12    | 15    | 237   |